# Muara Maras
Muara Maras is een bestuurslaag in het regentschap Seluma van de provincie Bengkulu, Indonesië. Muara Maras telt 614 inwoners (volkstelling 2010).